# 南昌路站
南昌路站是位于吉林省长春市朝阳区的一个轻轨车站，属于长春轨道交通3号线。因3号线东延线建设，于2021年3月8日暂时关闭。2021年12月31日，本站恢复运营。

## 车站构造
两个侧式月台，为地面车站。

## 历史
- 2002年10月30日 - 开通使用。
- 2021年3月8日 - 暂时关闭。
- 2021年12月31日 - 恢复运营。

## 车站周边
京哈铁路1000km标志
1. ↑  .   [2021-03-12]. （原始内容存档于2021-03-10）.